# Miroși
Miroși – wieś w Rumunii, w okręgu Ardżesz, w gminie Miroși. W 2011 roku liczyła 1513 mieszkańców.